# Enslövs landskommun
Enslövs landskommun var en tidigare kommun i Hallands län.

## Administrativ historik
När 1862 års kommunalförordningar började gälla inrättades denna landskommun i Enslövs socken i Tönnersjö härad i Halland.
Municipalsamhället Oskarström inrättades 27 januari 1905 och var delad mellan Enslövs och Slättåkra landskommuner. 1947 bröts municipalsamhället ut ur båda landskommunerna för att bilda Oskarströms köping.
Vid kommunreformen 1952 bildade resterande Enslövs landskommun storkommun genom sammanläggning med den tidigare landskommunen Övraby.
År 1974 gick hela området upp i Halmstads kommun.
Kommunkoden 1952-1973 var 1314.

### Kyrklig tillhörighet
I kyrkligt hänseende tillhörde kommunen Enslövs församling. Den 1 januari 1952 tillkom Övraby församling.

## Geografi
Enslövs landskommun omfattade den 1 januari 1952 en areal av 205,16 km², varav 199,79 km² land.

### Tätorter i kommunen 1960
| Tätort | Folkmängd |
| ------ | --------- |
| Sennan | 376       |
| Åled   | 273       |

Tätortsgraden i kommunen var den 1 november 1960 27,8 procent.

## Politik

### Mandatfördelning i valen 1938-1970
| 3 | 12 | 7 |  | 2 |

| 24 |

| 2 | 11 | 10 |  |  |

| 23 |

| 2 | 7 |  | 15 |

| 23 |

| 11 | 16 | 2 |  |

| 27 |

| 11 | 13 | 4 | 2 |

| 27 |

| 11 | 13 | 3 | 3 |

| 26 |

| 12 | 14 | 2 | 2 |

| 26 |

| 11 | 15 | 2 | 2 |

| 26 |

| 11 | 15 | 2 | 2 |

| 26 |